# 4958 Веллніц
4958 Веллніц (4958 Wellnitz) — астероїд головного поясу, відкритий 13 липня 1991 року.
Тіссеранів параметр щодо Юпітера — 3,226.
Названий на честь Денніса Д. Веллніца (англ. Dennis D. Wellnitz, нар. 1951), розробника інструментарію, дослідника, аналітика даних і фізика-універсала з Університету штату Меріленд.